# Santiago Trancón
Santiago Trancón Pérez (Valderas, 1947) es un filólogo, profesor y escritor español.

## Biografía
Nació en el municipio leonés de Valderas en 1957. Es doctor en Filología Hispánica, premio extraordinario de tesis doctorales por la Universidad Nacional de Educación a Distancia (UNED) en 2006 por su tesis Texto y presentación: Aproximación a una teoría crítica del teatro, publicada con el título de Teoría del Teatro. Ha sido profesor de Lengua y Literatura Española en Barcelona y Madrid y de Dramaturgia en la Real Escuela Superior de Arte Dramático de Madrid. Además, entre 1984 y 1988 fue director general de Promoción Cultural de Castilla y León. Durante 20 años fue profesor en el IES Calderón de la Barca de Madrid. También ha sido crítico teatral en Diario 16 y El Mundo y ha escrito cientos de artículos en revistas como El Viejo Topo, Ajoblanco, Diwan, Primer Acto, Cuadernos Hispanoamericanos, Signa, Epos: Revista de filología, etc. También ha intervenido en programas de televisión como La clave, Negro sobre blanco, Cultura con Ñ y Las Noches Blancas. Columnista de periódicos como Diario de León, La Nueva Crónica de León, Aurora Israel y, eventualmente, El País y Libertad Digital.
Fue el redactor y firmante del Manifiesto de los 2.300, que reivindicaba la igualdad de derechos lingüísticos en Cataluña, defendiendo el uso de las dos lenguas oficiales, el catalán y el español, sin imposición de una lengua sobre otra.
Especialista en el estudio del pasado judeoconverso y la influencia judía en la cultura y la literatura española, su análisis de las huellas judías en el Quijote fundamenta una interpretación original de muchos pasajes del texto cervantino. 
Es impulsor, junto a Antonio Robles Almeida, del Centro Izquierda Nacional (CINC), partido que pasó a denominarse dCIDE (Centro Izquierda De España).

## Obras
Selección de obras publicadas:
- De la naturaleza del olvido, Colección Provincia (1989). ISBN 84-87081-09-6
- En un viejo país, Huerga y Fierro Editores (1996). ISBN 9788489678712
- Teoría del teatro, Editorial Fundamentos (2006). ISBN 9788424510626
- Castañuela 70. Esto era España, señores, Rama Lama (2006). ISBN 9788493430740
- Desvelos de la luz, Huerga y Fierro Editores (2008). ISBN 9788483746929
- Memorias de un judío sefardí: La verdadera historia de Dan Kofler, Infova (2011). ISBN 9788493126469
- Huellas judías y leonesas en el Quijote: redescubrir a Cervantes, Punto Rojo Libros (2014). ISBN 9788416068234
- Confesiones de don Quijote, Punto Rojo Libros (2019), ISBN 9788418031502
- España sentenciada pero no vencida, Última Línea (2021), ISBN 9788418492037
- Sabiduría de los clásicos. Palabras para pensar, pensamientos para vivir, Punto Rojo Libros (2022), ISBN 9788419153357
- La verdad sea dicha", Editorial Círculo Rojo, (2024), ISBN 978-84-1082-010-4